# Hertogdom Bretagne
Het hertogdom Bretagne was een hertogdom, dat de opvolger was van het koninkrijk Bretagne in de vroege middeleeuwen.
In 939 deed Alan II van Bretagne om onduidelijke redenen afstand van de titel van koning. Deze koningen of hertogen hadden geen macht.
Hertogin Anna van Bretagne was tweemaal getrouwd met een Franse koning, eerst met Karel VII en vervolgens met Lodewijk XII. Haar dochter, hertogin Claude van Bretagne, trouwde met de latere koning Frans I van Frankrijk. In 1532, na veertig jaar huwelijk tussen de hertoginnen van Bretagne en de koningen van Frankrijk, werden beide staten verenigd.